# Chung Jong-son
Chung Jong-son (* 20. März 1966) ist ein ehemaliger südkoreanischer Fußballspieler.

## Karriere

### Klub
Anfang 1985 wechselte Chung zu POSCO Atoms und war hier über die laufende Saison auch aktiv. Danach ist aber nicht bekannt, ob er den Klub wechselte und wenn ja wohin. Ab spätestens der Saison 1989 war er aber bei Ulsan Hyundai, wo er bis zum Ende der Spielzeit 1994 verblieb. Danach spielte er drei Saisons für Chonbuk Motors und wechselte für eine letzte Saison nochmal zu den Anyang LG Cheeta, wo er nach der Spielzeit 1998 seine Karriere beendete.

### Nationalmannschaft
Sein erstes bekanntes Spiel für die südkoreanische Nationalmannschaft war am 24. September 1993 bei einem 1:1-Freundschaftsspiel gegen Australien. Nach einem weiteren Freundschaftsspiel gegen Australien, wurde er in den finalen Spielen der Qualifikation zur Weltmeisterschaft 1994 eingesetzt. Nach der erfolgreichen Qualifikation wurde er schlussendlich auch für den Kader bei der Endrunde nominiert. Hier kam er einzig bei der 2:3-Niederlage gegen Deutschland zum Einsatz. Danach erhielt er keine Einsätze im Nationaldress mehr.